# Claude Bouhier

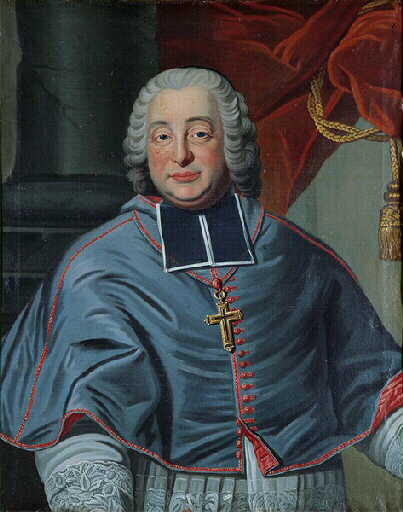
Bischof Claude Bouhier Ölportrait, 18. Jahrhundert, Museum der schönen Künste, Dijon

Claude Bouhier de Lantenay (* 19. Oktober 1681 in Dijon; † 21. Juni 1755 ebenda) war ein französischer Bischof.

## Leben
Claude Bouhier war der Sohn von Bénigne Bouhier, Justizbeamter (Président à mortier) beim Parlement von Dijon. Seine Mutter war Claire de la Toison. Sein Bruder Jean Bouhier – nicht zu verwechseln mit dem gleichnamigen Vorgänger im Bischofsamt, seinem Onkel – wurde 1727 Mitglied der Académie française.
Claude Bouhier war Kommendatarabt von Fontaine-Daniel, Prior von Pontailler und Generalvikar der Diözese Langres. Er war außerdem Propst von Saint-Étienne in Dijon, wo er auch wohnte. Mit Urkunde vom 8. Dezember 1723 zum zweiten Bischof von Dijon ernannt, nahm er am 8. Mai die Diözese per procurationem in Besitz und empfing am 26. März 1744 die Weihe.
Bischof Bouhier erließ neue Diözesanstatuten. Er starb 1755 in Dijon. Sein Herz wurde in der Bischofsgruft der Kathedrale von Dijon beigesetzt.